# Климівка (передмістя)

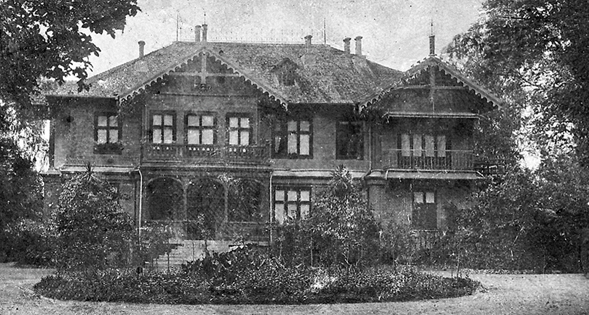
Вілла князів Санґушків. 1914 рік.

Климівка — передмістя, розташоване на південній околиці міста Ізяслава, по правому березі річки Гориня, приблизно від нинішньої вулиці Миколи Микитюка, територія колишнього Комбікормового заводу, до села Васьківці.

## Історія

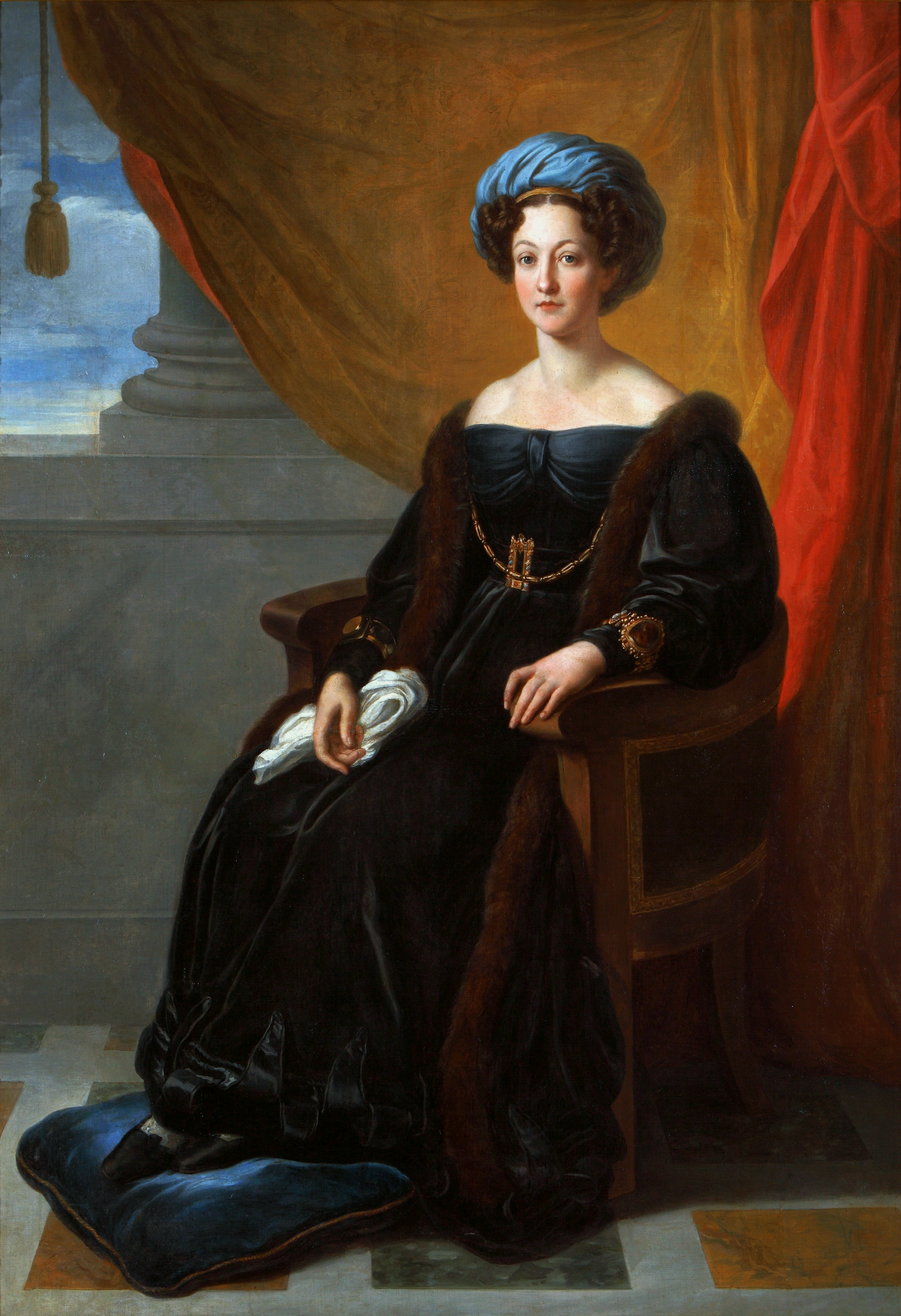
Клементина Санґушківна

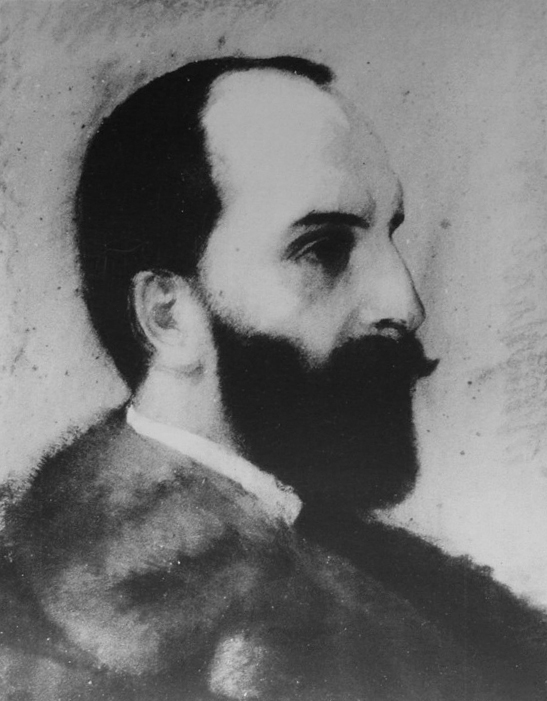
Роман Даміан Санґушко

Кароліна де Тун Гогенштайн

1793 року заславськими дідичами на південній околиці Заслава в урочищі Климівка закладений парк. Був старанно утримуваний, мав багато газонів, клумб на яких вирощували сортові троянди i помаранчеві дерева. Мережу стежок і альтанок.
1881 року стараннями Кароліни де Тун Гогенштайн, дружини  Романа Даміана Санґушка, на Климівці збудовано двоповерхову цегляну віллу, що слугувала за літню резиденцію князів Санґушків, які з потеплінням полишали своє славутське помешкання і оселялися на Климівці. Сюди ж зі Славути була перенесена основна частина санґушківської збірки малярства. На Климівці знаходилися оранжерея і теплиці. Привертали увагу помаранчеві дерева вік яких сягав 350 років, що були перевезені до Климівки з Любартова.
Лікар Йосип Дропсе влаштував у Климівці лікувальні купелі.
Зачарований природною красою Климівки мізоцький шляхтич Юзеф Дунін Карвіцький здійснив спробу її описати:
|  | (...) а найбільш дивовижні види мастацьки влаштовані серед паркової гущавини, на Заслав, на тамтешній монастир оо. Бернардинів, на чисельні князівські фільварки, що вінком оточують Климівку, на лани, що хвилюються золотистою пшеницею чи зеленіють конюшиною і розлогі плантації буряків призначених до сусідньої фабрики цукру в Клембівці, зрештою на гарні оболоні Гориня вкриті квітами, все те вражає, коли в’їжджаєш по широкій мощеній дорозі до вродливої Климівки, справляє вона враження милої, літньої сторони великого пана [йдеться про Романа Даміана Санґушка], який кохає вітчизну, який замість шукати відпочинку за границею, волів його створити в себе серед розлогих своїх добр, так щедро наділених від природи. |

У 1915 році відкрито станцію Климівка Південно-Західної залізниці. Тоді залізниця проходила обабіч міста до цукрового заводу в селі Клембівка.
У вересні-жовтні 1917 року солдати гвардійського кавалерійського полку російської армії розквартированого в Ізяславі, за підмогою робітників з Клембівки і Васьківців «реквізували» Климівку. Парк вирізали, а віллу спалили.
В 1930-х роках на Климівці збудовано водокачку для забезпечення питною водою ізяславської залоги Червоної армії.
На Климівці височіла кругла вежа-стовп зі стрільницями, збудована за часів князювання Заславських., розібрана 1960-х роках колгоспом «Комунар» села Васьківці, матеріал використано для побудови нових свинарників.
А з 1974 року на Климівці запрацював Міжгосподарський комбікормовий завод.
Нині на Климівці тільки понад річкою ростуть дерева і кущі листяних порід, подекуди збереглися фрагменти мощених паркових стежечок, б'ють чисельні джерела. Також на Климівці знаходилися численні могили і кургани з яких до сьогодні зберігся лише один.

## Галерея

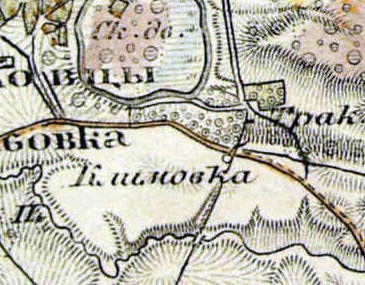
Климівка. Фрагмент «Військово-топографічної карти Російської імперії»
Ситуаційний план розташування залізничної станції Климівка відносно міста
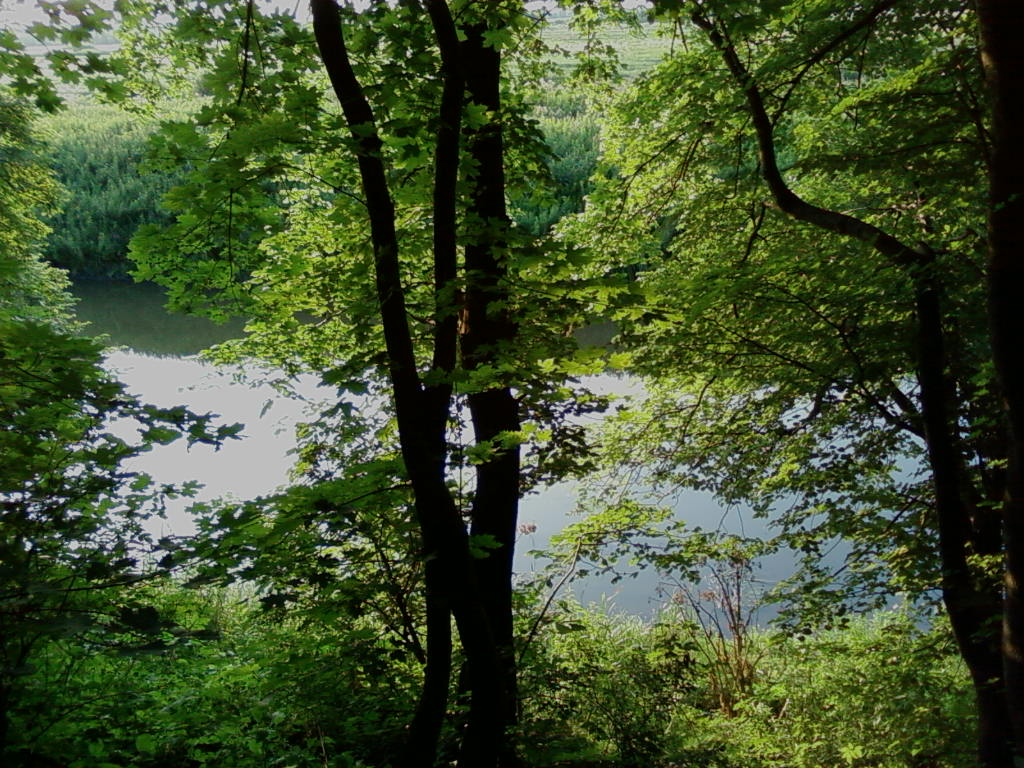
Вигляд на р. Горинь
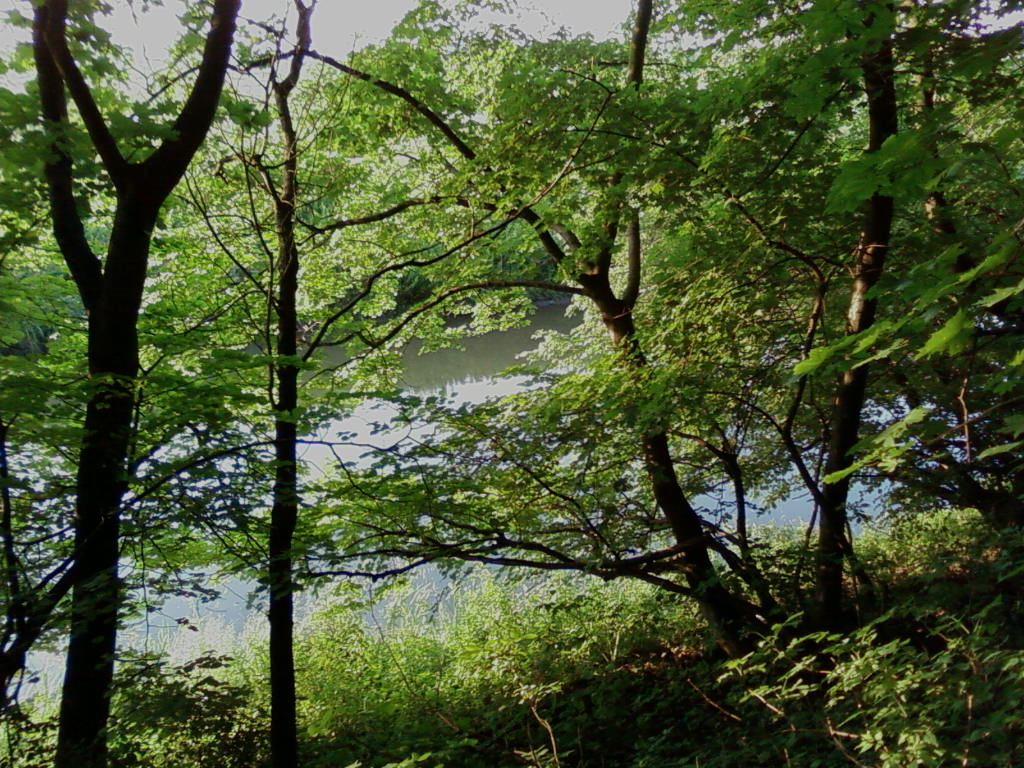
Вигляд на р. Горинь
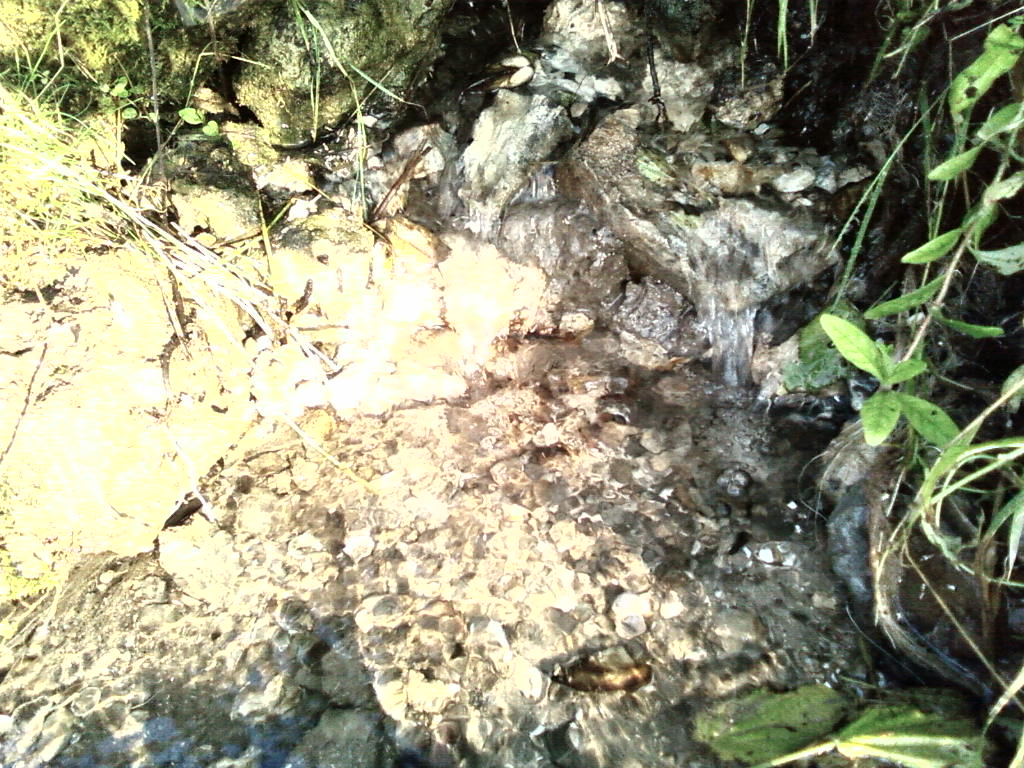
Одне з джерел

## Ресурси мережі
- Klimówka // Słownik geograficzny Królestwa Polskiego. — Warszawa : Druk «Wieku», 1883. — Т. IV. — S. 173. (пол.)
- Вікісховище має мультимедійні дані за темою: Климівка (передмістя)